# Юрген Шайбе
Юрген Шайбе (нім. Jürgen Scheibe; нар. 22 жовтня 1968, Ашаффенбург, Нижня Франконія, Баварія, Західна Німеччина) — німецький борець вільного стилю, срібний та бронзовий призер чемпіонатів Європи, бронзовий призер Всесвітніх ігор військовослужбовців, срібний призер Кубку світу, учасник чотирьох Олімпійських ігор.

## Життєпис
Боротьбою почав займатися з 1978 року. У 1985 році став бронзовим призером чемпіонату Європи серед юніорів. У 1988 році здобув срібну медаль чемпіонату Європи серед молоді.
Виступав за спортивний клуб «VfK» Шифферштадт. Тренер — Герхард Вейзенбергер (з 1986).
Після завершення спортивної кар'єри перейшов на тренерську роботу. Серед його підопічних — члени збірної Німеччини з жіночої боротьби Штефані Гросс, Аніта Шетцле, Брігітт Вагнер, Ніна Енгліх.

## Спортивні результати на міжнародних змаганнях

### Виступи на Олімпіадах
| Змагання                    | Збірна    | Вагова категорія          | Місце                       |
| --------------------------- | --------- | ------------------------- | --------------------------- |
| Літні Олімпійські ігри 1988 | Німеччина | вільна боротьба, до 57 кг | вибув після третього раунду |
| Літні Олімпійські ігри 1992 | Німеччина | вільна боротьба, до 57 кг | 7                           |
| Літні Олімпійські ігри 1996 | Німеччина | вільна боротьба, до 62 кг | 13                          |
| Літні Олімпійські ігри 2000 | Німеччина | вільна боротьба, до 63 кг | 19                          |

### Виступи на Чемпіонатах світу
| Змагання                        | Збірна    | Вагова категорія          | Місце |
| ------------------------------- | --------- | ------------------------- | ----- |
| Чемпіонат світу з боротьби 1991 | Німеччина | вільна боротьба, до 57 кг | 20    |
| Чемпіонат світу з боротьби 1994 | Німеччина | вільна боротьба, до 62 кг | 4     |
| Чемпіонат світу з боротьби 1995 | Німеччина | вільна боротьба, до 62 кг | 29    |
| Чемпіонат світу з боротьби 1998 | Німеччина | вільна боротьба, до 63 кг | 11    |
| Чемпіонат світу з боротьби 1999 | Німеччина | вільна боротьба, до 63 кг | 32    |

### Виступи на Чемпіонатах Європи
| Змагання                         | Збірна    | Вагова категорія          | Місце  |
| -------------------------------- | --------- | ------------------------- | ------ |
| Чемпіонат Європи з боротьби 1989 | Німеччина | вільна боротьба, до 57 кг | Бронза |
| Чемпіонат Європи з боротьби 1991 | Німеччина | вільна боротьба, до 57 кг | 4      |
| Чемпіонат Європи з боротьби 1992 | Німеччина | вільна боротьба, до 57 кг | 5      |
| Чемпіонат Європи з боротьби 1995 | Німеччина | вільна боротьба, до 62 кг | Срібло |
| Чемпіонат Європи з боротьби 1996 | Німеччина | вільна боротьба, до 62 кг | 5      |
| Чемпіонат Європи з боротьби 1997 | Німеччина | вільна боротьба, до 63 кг | 9      |
| Чемпіонат Європи з боротьби 1998 | Німеччина | вільна боротьба, до 63 кг | 16     |
| Чемпіонат Європи з боротьби 1999 | Німеччина | вільна боротьба, до 63 кг | 6      |

### Виступи на Всесвітніх іграх військовослужбовців
| Змагання                                | Збірна    | Вагова категорія          | Місце  |
| --------------------------------------- | --------- | ------------------------- | ------ |
| Всесвітні ігри військовослужбовців 1995 | Німеччина | вільна боротьба, до 62 кг | Бронза |

### Виступи на Кубках світу
| Змагання                    | Збірна    | Вагова категорія          | Місце  |
| --------------------------- | --------- | ------------------------- | ------ |
| Кубок світу з боротьби 1997 | Німеччина | вільна боротьба, до 63 кг | 5      |
| Кубок світу з боротьби 1998 | Німеччина | вільна боротьба, до 63 кг | Срібло |
| Кубок світу з боротьби 1999 | Німеччина | вільна боротьба, до 63 кг | 4      |

### Виступи на інших змаганнях
| Змагання                                                      | Збірна    | Вагова категорія          | Місце  |
| ------------------------------------------------------------- | --------- | ------------------------- | ------ |
| Гран-прі Німеччини з боротьби 1989                            | Німеччина | вільна боротьба, до 57 кг | 8      |
| Гран-прі Німеччини з боротьби 1990                            | Німеччина | вільна боротьба, до 62 кг | Бронза |
| Гран-прі Німеччини з боротьби 1992                            | Німеччина | вільна боротьба, до 57 кг | 9      |
| Чемпіонат Південної Америки з боротьби 1993                   | Німеччина | вільна боротьба, до 62 кг | 5      |
| Гран-прі Німеччини з боротьби 1994                            | Німеччина | вільна боротьба, до 62 кг | 4      |
| Гран-прі Німеччини з боротьби 1995                            | Німеччина | вільна боротьба, до 62 кг | Срібло |
| Гран-прі Німеччини з боротьби 1996                            | Німеччина | вільна боротьба, до 62 кг | 5      |
| Гран-прі Німеччини з боротьби 1998                            | Німеччина | вільна боротьба, до 63 кг | Срібло |
| Гран-прі Німеччини з боротьби 1999                            | Німеччина | вільна боротьба, до 63 кг | 5      |
| Олімпійський кваліфікаційний турнір з боротьби 2000 (Мінськ)  | Німеччина | вільна боротьба, до 63 кг | 7      |
| Олімпійський кваліфікаційний турнір з боротьби 2000 (Лейпциг) | Німеччина | вільна боротьба, до 63 кг | 5      |
| Олімпійський кваліфікаційний турнір з боротьби 2000 (Токіо)   | Німеччина | вільна боротьба, до 63 кг | 8      |

### Виступи на змаганнях молодших вікових груп
| Змагання                                       | Збірна    | Вагова категорія          | Місце  |
| ---------------------------------------------- | --------- | ------------------------- | ------ |
| Чемпіонат Європи з боротьби серед юніорів 1985 | Німеччина | вільна боротьба, до 56 кг | Бронза |
| Чемпіонат світу з боротьби серед юніорів 1986  | Німеччина | вільна боротьба, до 56 кг | 18     |
| Чемпіонат Європи з боротьби серед молоді 1988  | Німеччина | вільна боротьба, до 57 кг | Срібло |